# Comisión de la Regata Internacional de Tigre
La Comisión de la Regata Internacional de Tigre es una comisión existente en el Partido de Tigre en la Provincia de Buenos Aires - Argentina encargada de la organización y fiscalización de regatas oficiales organizadas.

## Historia
El 21 de septiembre de 1893 se fundó la Unión de Regatas del Río de La Plata (URRP) entidad que organizó ese mismo año, la primera regata oficial, siendo el punto de partida de la difusión y organización oficial del remo de competencia en la Argentina. 
Debido al notable auge que este deporte experimentó, en 1901 la URRP, decide disolverse para pasar a ser en 1902, la Comisión de la Regata Internacional de Tigre (CRIT) y crear y dar paso a la Unión de Remeros Aficionados del Río de la Plata pasando a ser luego la actual Asociación Argentina de Remeros Aficionados, que se encarga de la dirección del remo en Argentina. En tanto la CRIT se encarga de organizar y fiscalizar las Regatas Oficiales.